# نيبولي فويون (لاكونيا)
نيبولي فويون (Νεάπολη Βοιών) هي مدينة في لاكونيا في مقاطعة كينتريكي إلادا في اليونان.